# برج هتل جمیرا امارات
برج هتل جمیرا امارات (انگلیسی: Jumeirah Emirates Towers Hotel) ساختمان ۵۶ طبقه با کاربری هتل، مستقر در شهر دبی، امارات متحده عربی است، که در سال ۲۰۰۰ احداث گردید.